# 醫學系
醫學系是進行有關醫學的研究和教育的地方，一般隸屬於醫學院；是培養醫生的地方，通常設有附屬醫院（大學醫院）。

## 責任與義務
醫學部的社會責任與義務一般認為是教育、醫療和研究三個。

## 教育制度

### 美國
美國的醫學院有分為兩種，allopathic medicine （页面存档备份，存于）跟osteopathic medicine （页面存档备份，存于），兩者通常都是四年制。申請醫學院之前需要先修完大學程度的物理，生物，化學跟有機化學的課跟考MCAT （页面存档备份，存于），至於念的科系跟申請醫學院其實沒有很大的關係。雖然如此，大部分的學生在得到生物或衛生科學等相關科系的學士學位後才申請進入醫學院就讀，不過也有一些學生選擇社會人文等相關科系的學位。MD醫學生的代號是MS1、MS2、MS3和MS4，DO醫學生的代號是OMS1, OMS2, OMS3跟OMS4，視他們在一般標準四年的學習程度而定。MS1/OMS1、MS2/OMS2年度通常為臨床前課程 (解剖課、生理課等)；而MS3/OMS3、MS4/OMS4年度則是實習課。在醫學院四年的學業結束後，畢業生可以得到相關的醫學學位（Doctor of Medicine 或是 Doctor of Osteopathic Medicine，簡寫M.D.或是D.O.）。

### 英國
在英國，高中畢業後就可以進入大學的醫學系就讀。入學競爭相當激烈。其中兩到三年是基礎課，兩到三年是臨床課，一直共需約五年畢業，畢業後可以得到內外全科醫學士（Bachelors of Medicine and Surgery）的學位。如果要得到博士學位，需要再進入研究所就讀。

### 愛爾蘭
在愛爾蘭，高中畢業後就可以進入大學的醫學系就讀。但是同時也有類似於美國四年制醫學院的入學系統。通常學士後醫學系為期四到五年。

### 澳洲
在澳洲，高中畢業後就可以進入大學的醫學系就讀，也同時有類似於美國四年制醫學院的入學系統。有別於美、台、愛式醫學教育，澳式並不著重於解剖學， 但注重PBL臨床經驗型教學。因此近年來醫療上的風波有逐年增長的趨勢。

### 日本
日本的醫學系是屬於大學的課程。有著只有醫學系的專門大學，被稱作「醫科大學」。大學課程跟普通大學課程不同。醫學系和牙醫系與獸醫學系及藥學系相同，一般為六年。畢業後被授與學士學位，並且得到醫師國家考試（医師国家試験）的應試資格。修完學士後，可以進入四年制的研究所（大學院），以取得博士資格。

### 波蘭
波蘭的醫學系是歐洲體系的六年制大學課程。前二年半為基礎醫學課程，後三年半會去醫院實習並有臨床醫學的課程，每年暑假在醫院見習，所以跳過見習一年，畢業都取得醫學學位（MD），之後即可進行專科住院醫師訓練。

### 中華民國

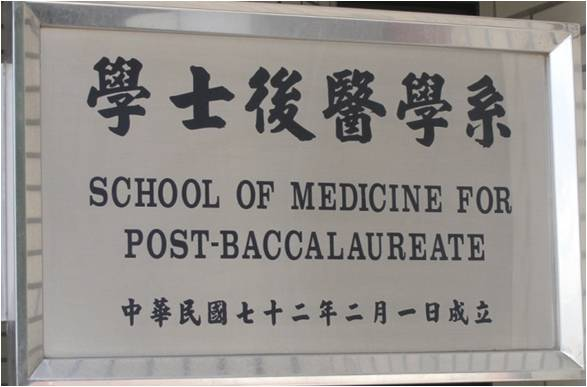
高雄醫學大學學士後醫學院

中華民國大多數大學的醫學系，過去為七年含實習，2013年改為六年，實習改至畢業後。畢業可得醫學士學位。學士後醫學系有兩所學校：高雄醫學大學及義守大學外國學生專班，修業四年，畢業可得醫學士學位，類似美國四年制系統。